# Cầu cạn Austerlitz
Cầu cạn Austerlitz (tiếng Pháp: Viaduc d'Austerlitz) là một cây cầu đường sắt bắc ngang qua sông Seine thuộc địa phận Paris, Pháp. Đây là một phần của tuyến số 5 thuộc hệ thống tàu điện ngầm Paris, nó nối Ga Austerlitz với kè Rapée.
| Métro Paris | Bến tàu điện ngầm: Gare d'Austerlitz hoặc Quai de la Rapée |

## Lịch sử
Do yêu cầu về việc nối liền tuyến đường sắt số 5 qua sông Seine mà vẫn đảm bảo lưu thông đường thủy ở khu vực, người ta đã lập kế hoạch xây dựng một cây cầu không có trụ đỡ giữa sông tại vị trí của Cầu cạn Austerlitz. Đồ án cuối cùng được chọn là một cây cầu vòm bằng thép gồm hai vòm hình parabol tựa trên hai trụ đá ở hai bờ sông, cho phép không cần thêm các trụ đỡ giữa sông Seine. Công việc xây dựng được tiến hành từ tháng 11 năm 1903 đến tháng 12 năm 1904. Năm 1936 cây cầu được gia cố một lần nữa để chịu được sức nặng của các đoàn tàu.
Việc trang trí cầu cạn Austerlitz được giao cho Jean-Camille Formigé, người phụ trách kiến trúc của toàn tuyến tàu điện ngầm Paris. Ông này đã kết hợp các biểu tượng của biển như cá heo, vỏ sỏ và biểu tượng của Paris trên các vòm kim loại của cầu.

## Hình ảnh

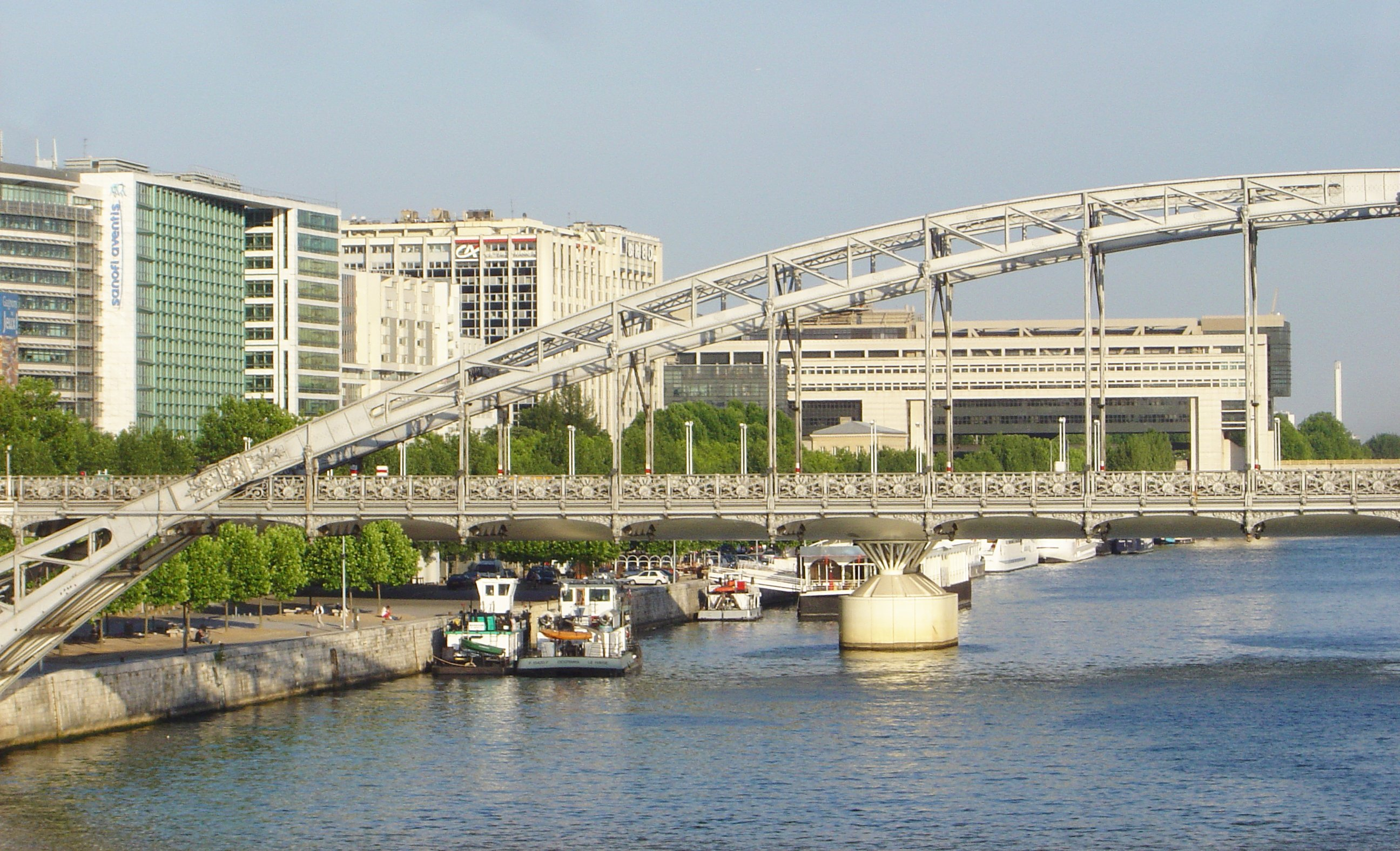
Nhìn từ cầu Austerlitz
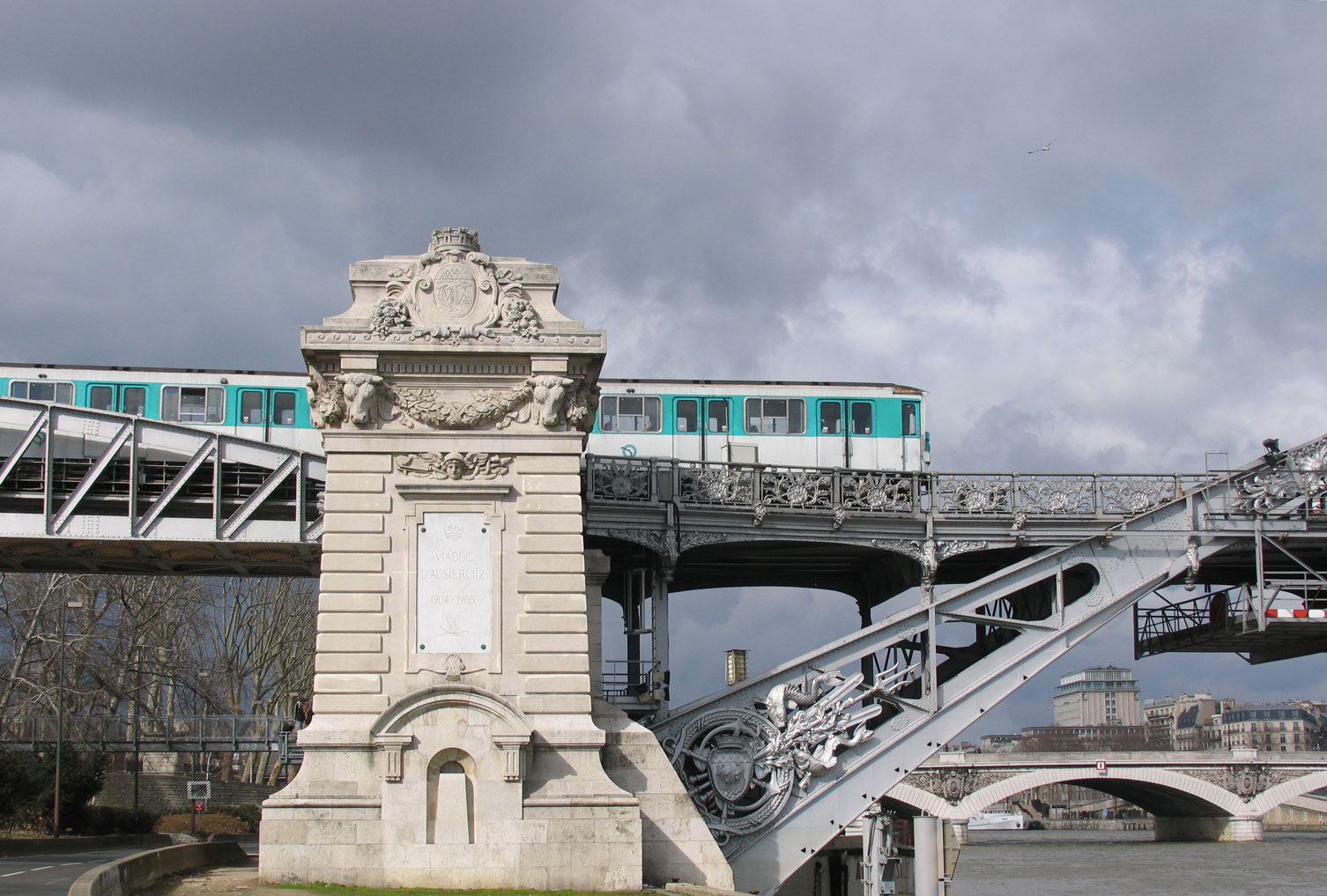
Trụ ở bờ trái
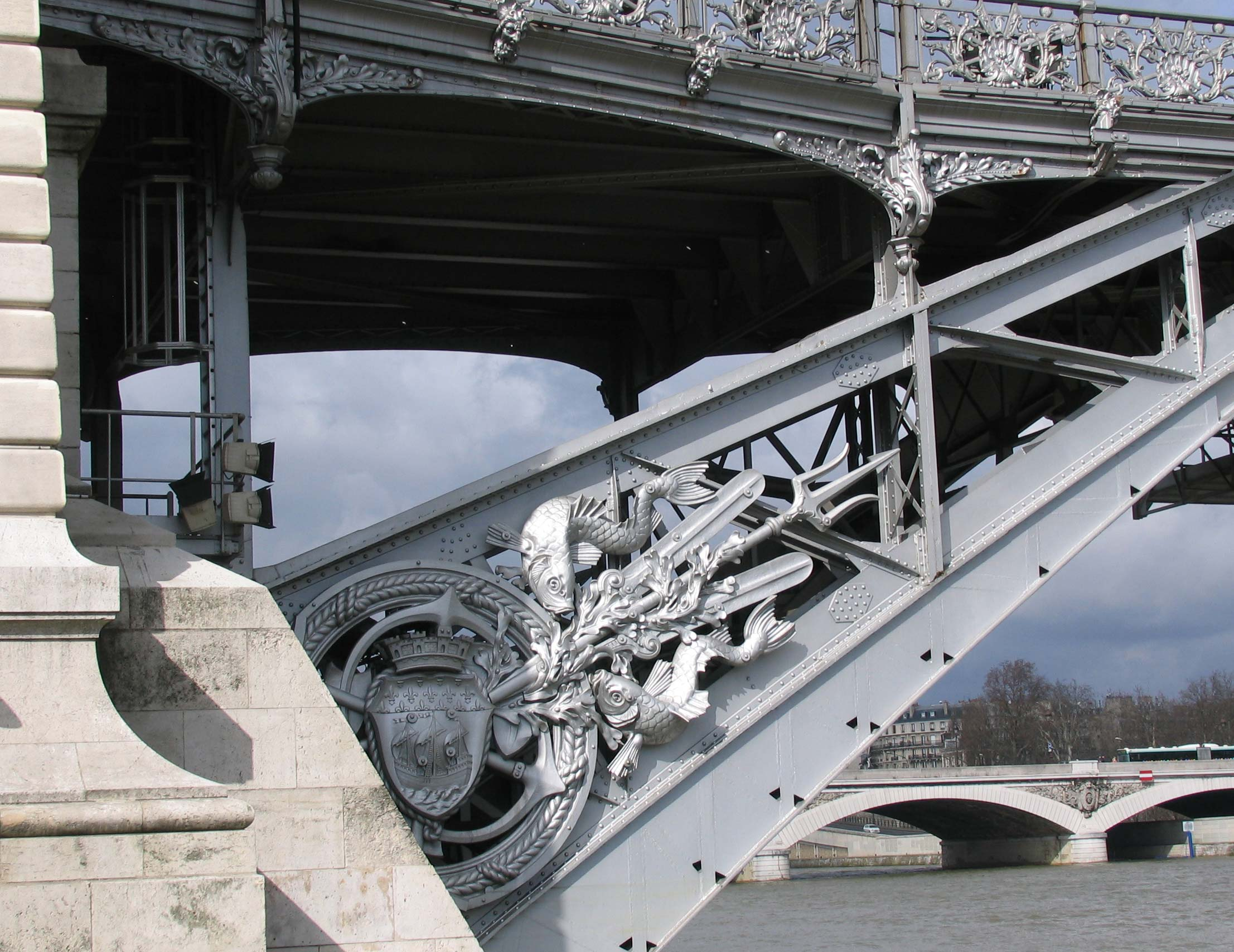
Chi tiết biểu tượng của Paris
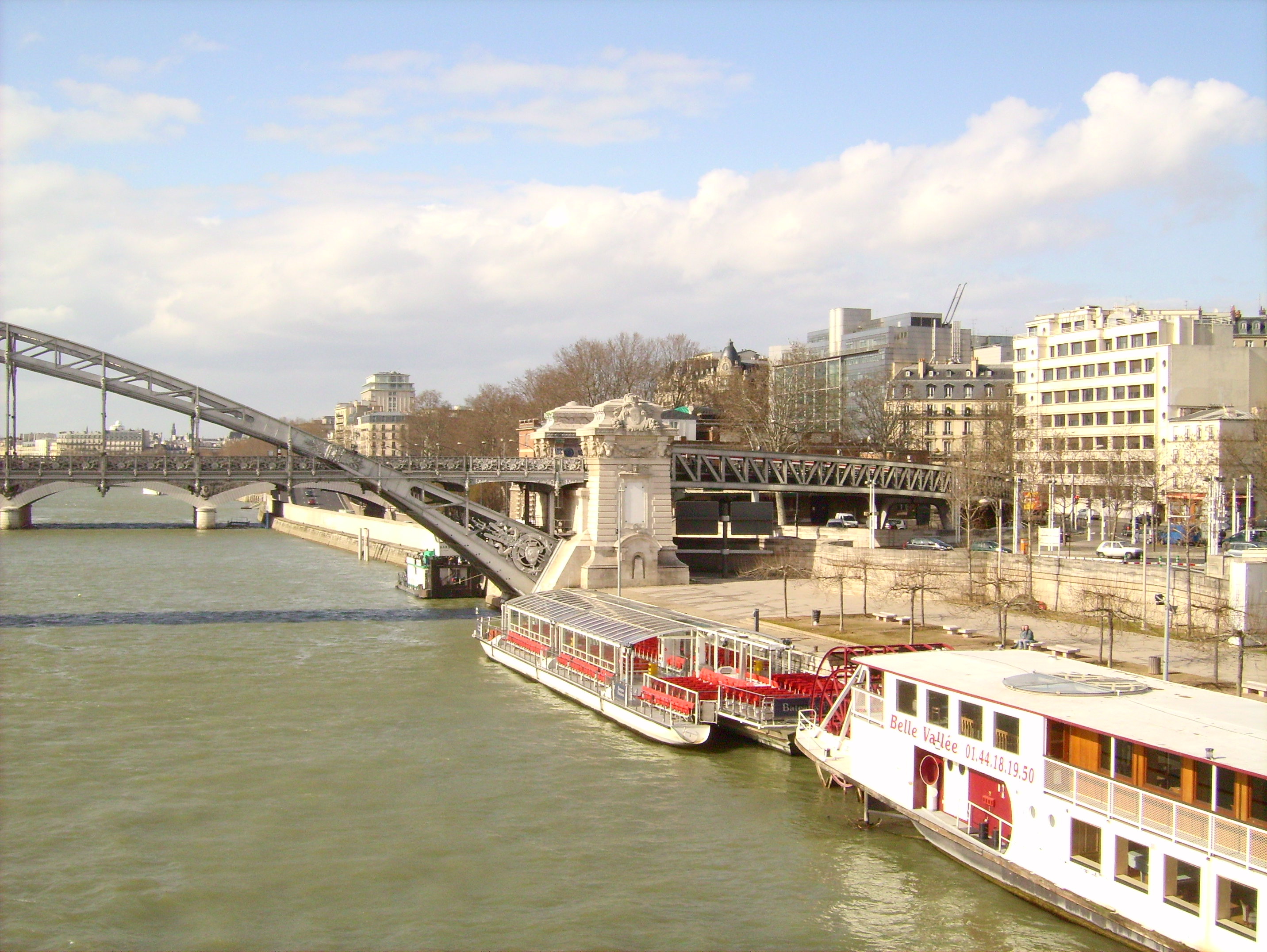
Trụ phía bắc